# 九龍バス
九龍バス（きゅうりゅうバス、カオルーンバス、広東語：九龍巴士、略称：九巴、英語：Kowloon Motor Bus、略称：KMB）は香港のバス会社。新鴻基地産に属している。

## 概要
香港の最初のフランチャイズ（專營）バス会社、最大のバス会社で、約4000台のバスを持ち香港全土にその路線網を広げている。

## 歴史
九龍自動車（KMBの前身、中国語：九龍汽車﹞は、イギリスの植民地時代の1921年に路線バス営業を始め、初期はわずか9台のバスで、2系統を運行した。1967年に香港政庁から九龍と新界地区の路線バス独占運行権を取得して、正式社名を「九龍汽車(1933)有限公司」とし、1990年から「九龍巴士(1933)有限公司」に改称した。
1972年の海底トンネルの開通により、運行区間は香港島側にも伸び、現在では香港全土に運行区間を広げている。
1997年、新香港国際空港と東涌へのサービスを提供する子会社龍運バスを設立した。
2003年7月10日、葵涌発天水囲行きの2階建てバスが高速道路の高架橋から転落した。事故は死者21人、負傷者20人、香港の陸上交通事故史上における最悪の事故となった(屯門公路2階建てバス転落事故)。
2012年5月8日、最後の非冷房バス運行終了。
2016年9月29日、尖沙咀のスターフェリー・ピア発秀茂坪行きの2階建てバス（1A号系統）、運転士が意識を失ってしまったことが原因、MTR尖沙咀駅A1出口前に歩道突入事故があった、歩行者1名が死亡。
2018年2月10日、沙田競馬場発大埔行きの2階建てバスが幹線道路上で横転。19人が死亡、数十人が負傷する事故となった。
2019年12月18日、湾仔発粉嶺行きの2階建てバス（978号系統）が高速道路左側のガードレールと道路外の樹木に接触事故を起こした。死亡者6名、負傷者40名。
2021年11月18日、火炭発顕径行きの2階建てバス（88K号系統）、運転手が分岐路近くで道を間違えたことに気づき、急ハンドルを切ったところ縁石に衝突した後、横転する事故を起こした。死亡者1名、負傷者11名。

## 路線
2024年6月30日現在、九龍バスは九龍路線、新界路線、海底トンネル路線、競馬場路線、深夜路線、特別墓地路線を含む約450路線を運営している。空港及びランタオ島路線は、子会社の龍運バスが運営している。

## 車両
2階建てバスを中心にアレクサンダー・デニス、ボルボ、MAN、ネオプラン、スカニア、などのヨーロッパ製車両を導入している。
香港では最初に冷房付きバスを導入した会社で、1988年にレイランド製の車両を導入した。一方、非冷房車も2012年5月まで使用されていた。九龍バスの非冷房車引退の結果、香港のバスは全車冷房車化を完了した。 
また、中型バスとして、三菱ふそう・エアロミディMKを多数導入していたが、こちらも2012年までに全車引退している。またごく短期間ながら、三菱ふそう・エアロスター（MP618）が1両在籍して試験運行されていた事がある。
2025年2月27日現在、九龍バスは3,991台のバスを保有しており、世界最大級の民間路線バス会社である。
- 2階建てバス：3,846台
- 1階建てバス：145台

### 現在の使用車両

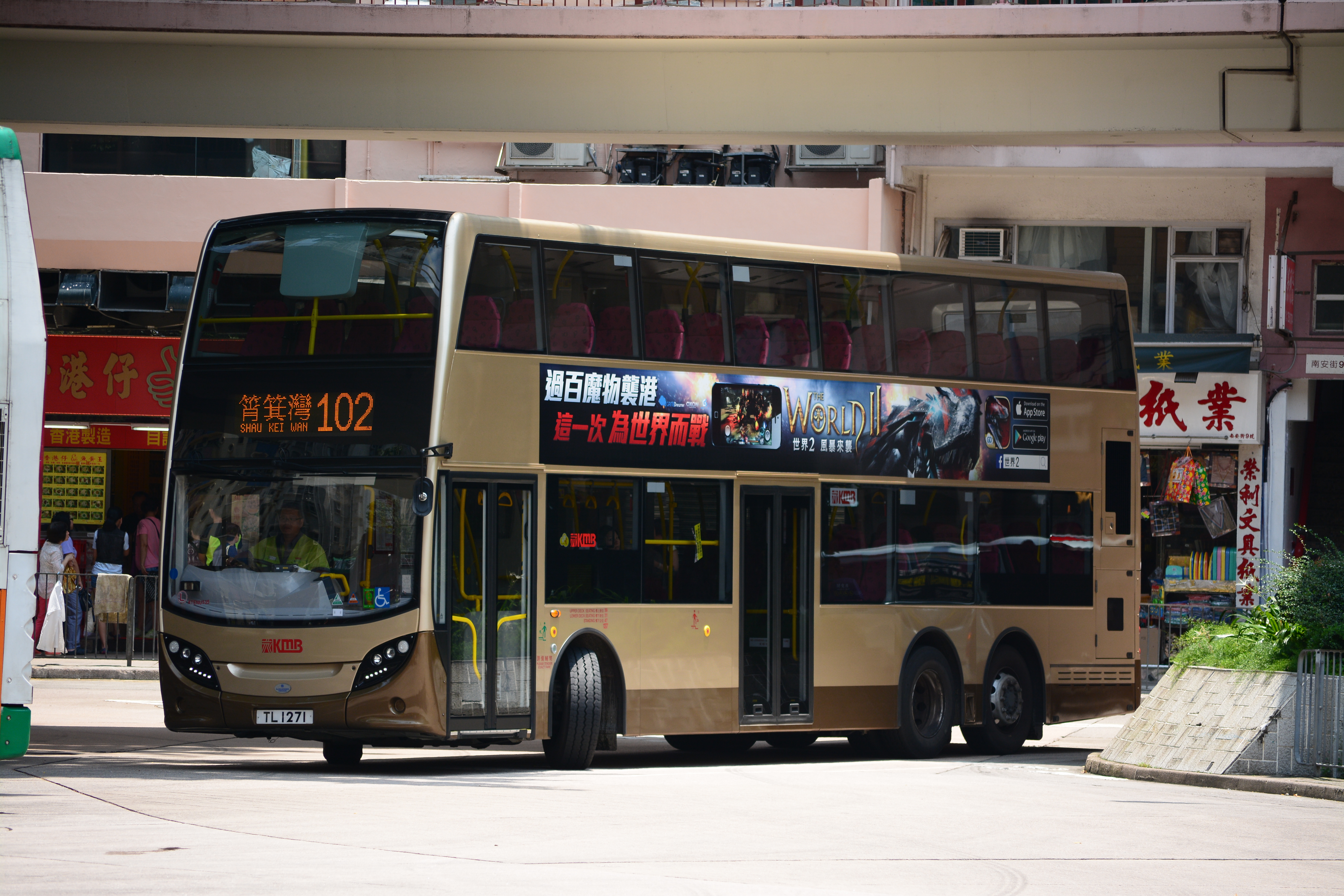
アレクサンダー・デニス・E500 MMC
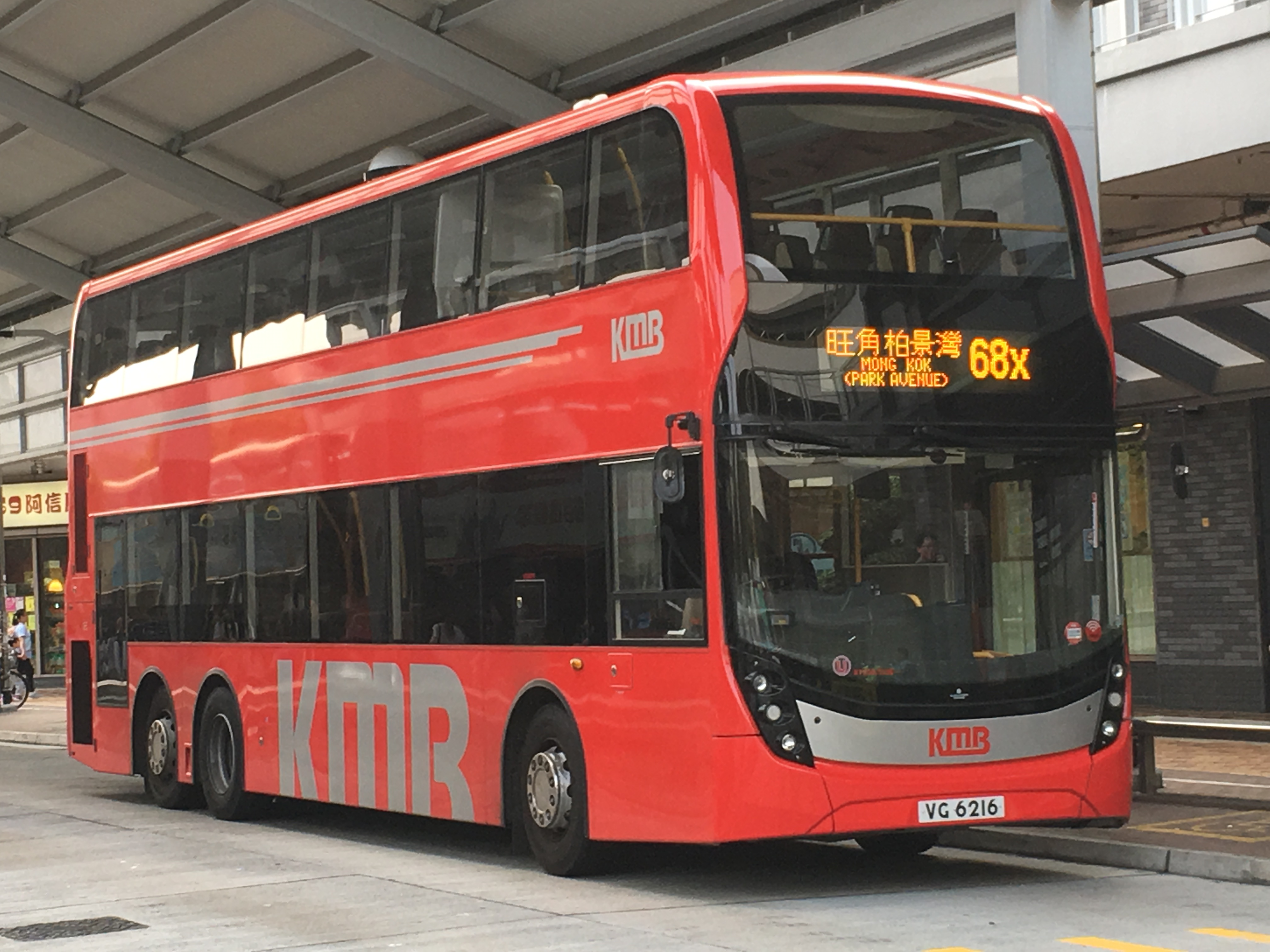
アレクサンダー・デニス・E500 MMC Facelift（2017年に導入された新しい赤色塗装、愛称「城市の拍動」、「シティ・レッド（City Red）」）
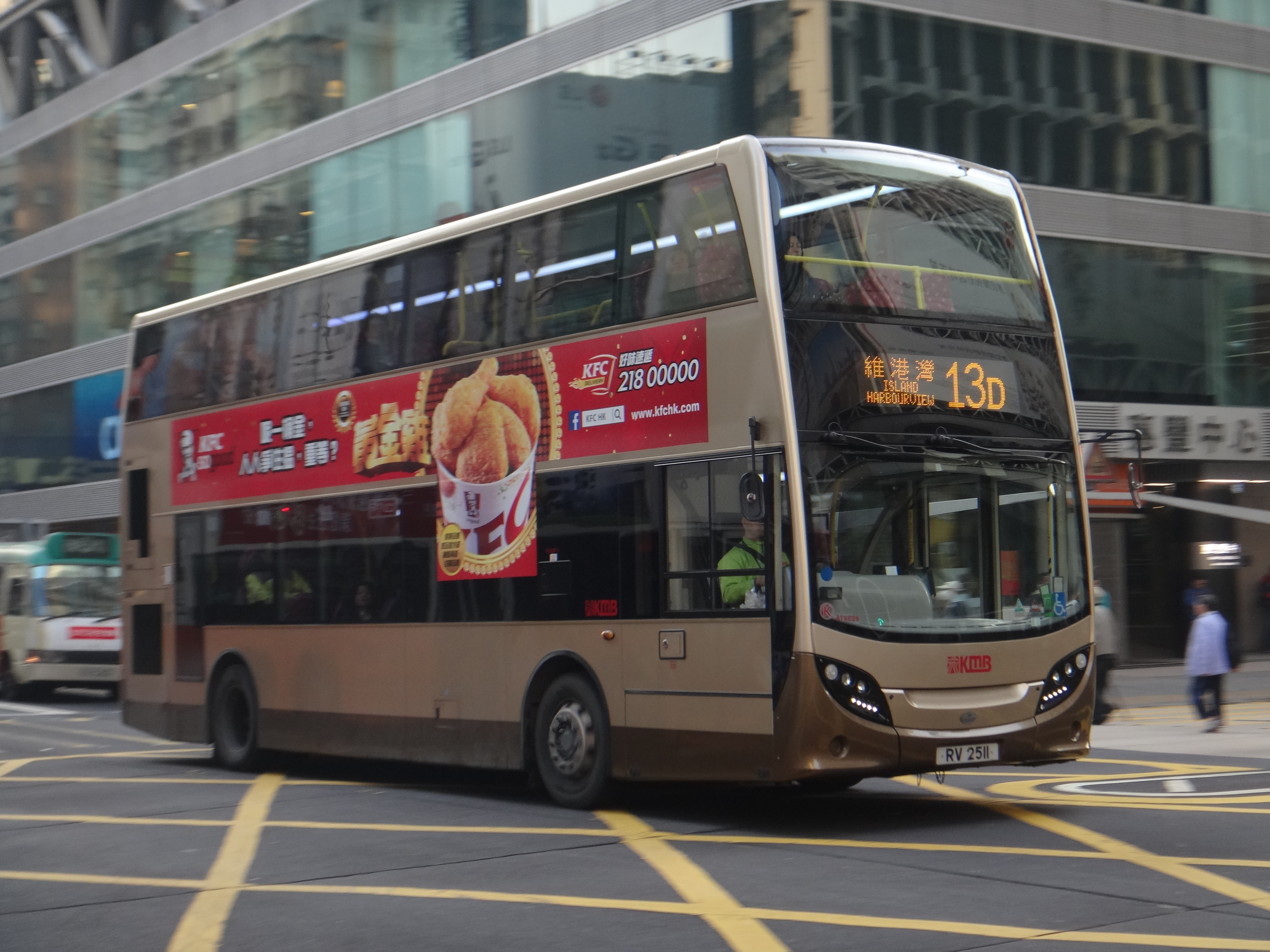
アレクサンダー・デニス・E400
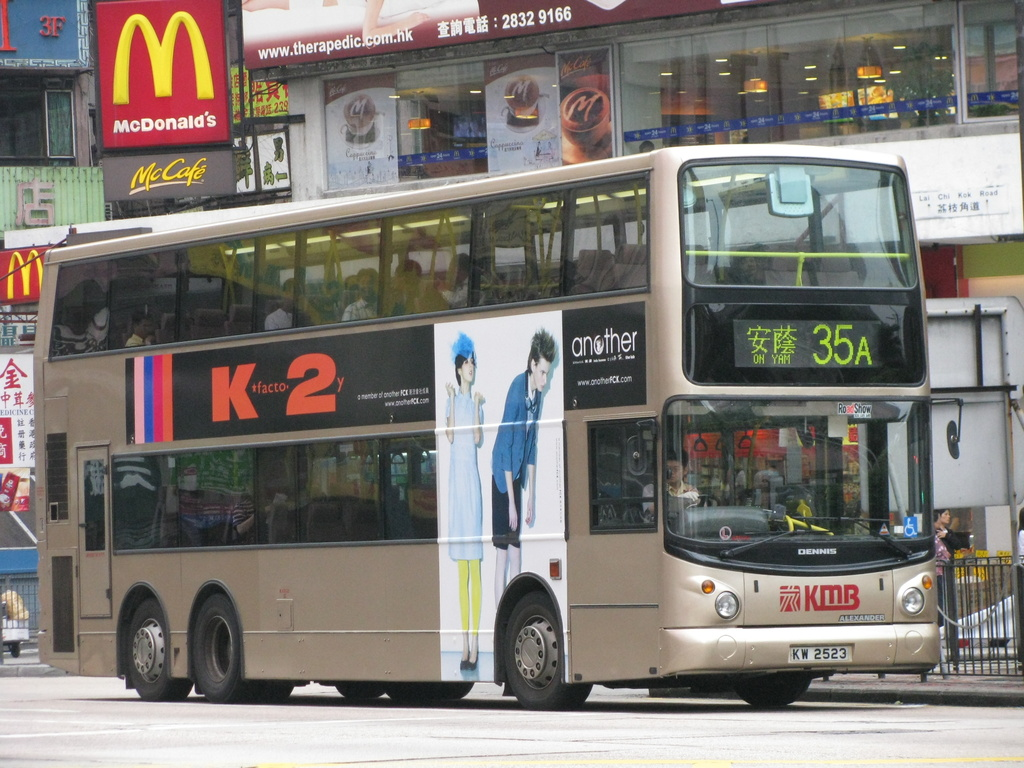
デニス・トライデント・3
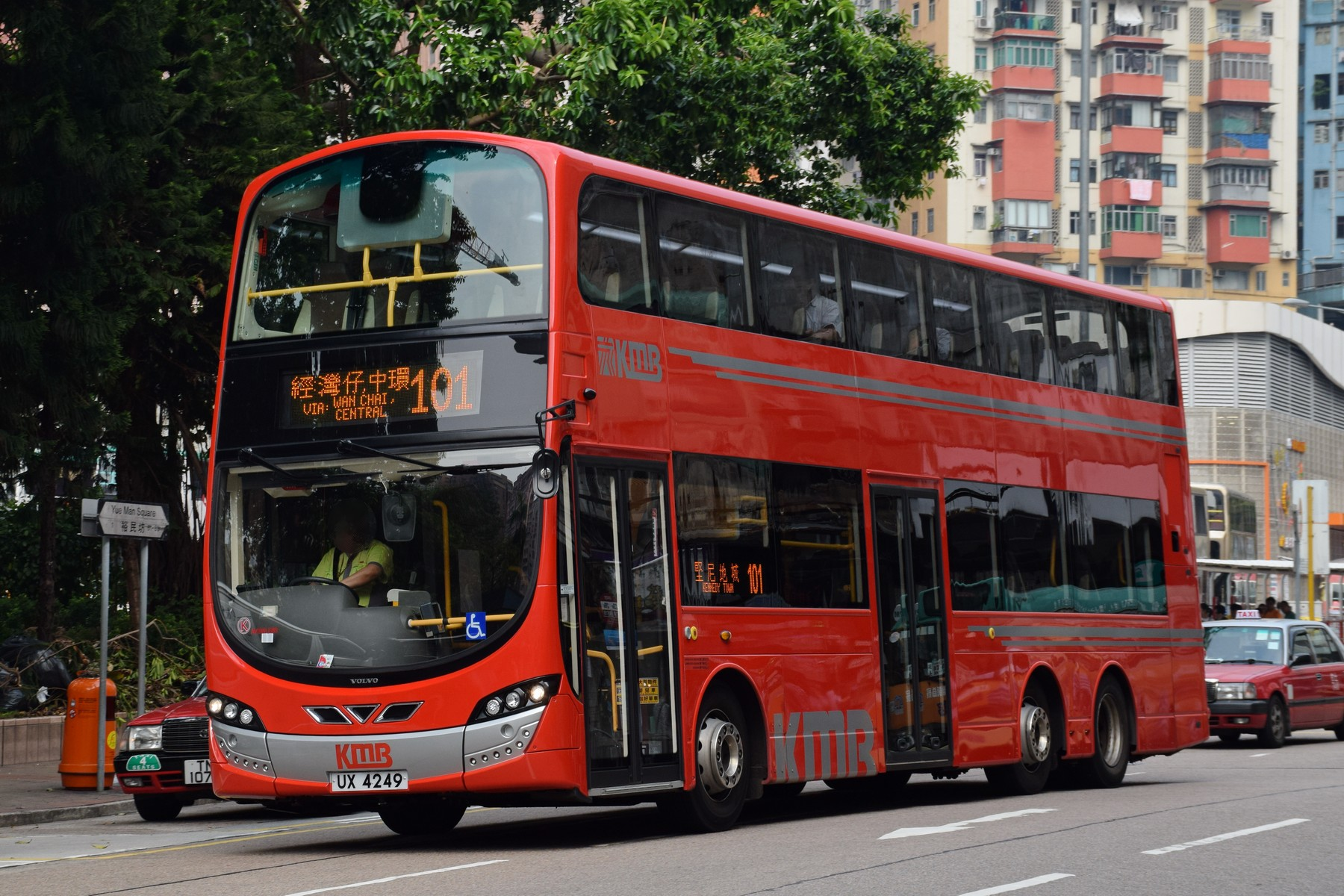
ボルボ・B9TL・12メートル（新しい「シティ・レッド」塗装）
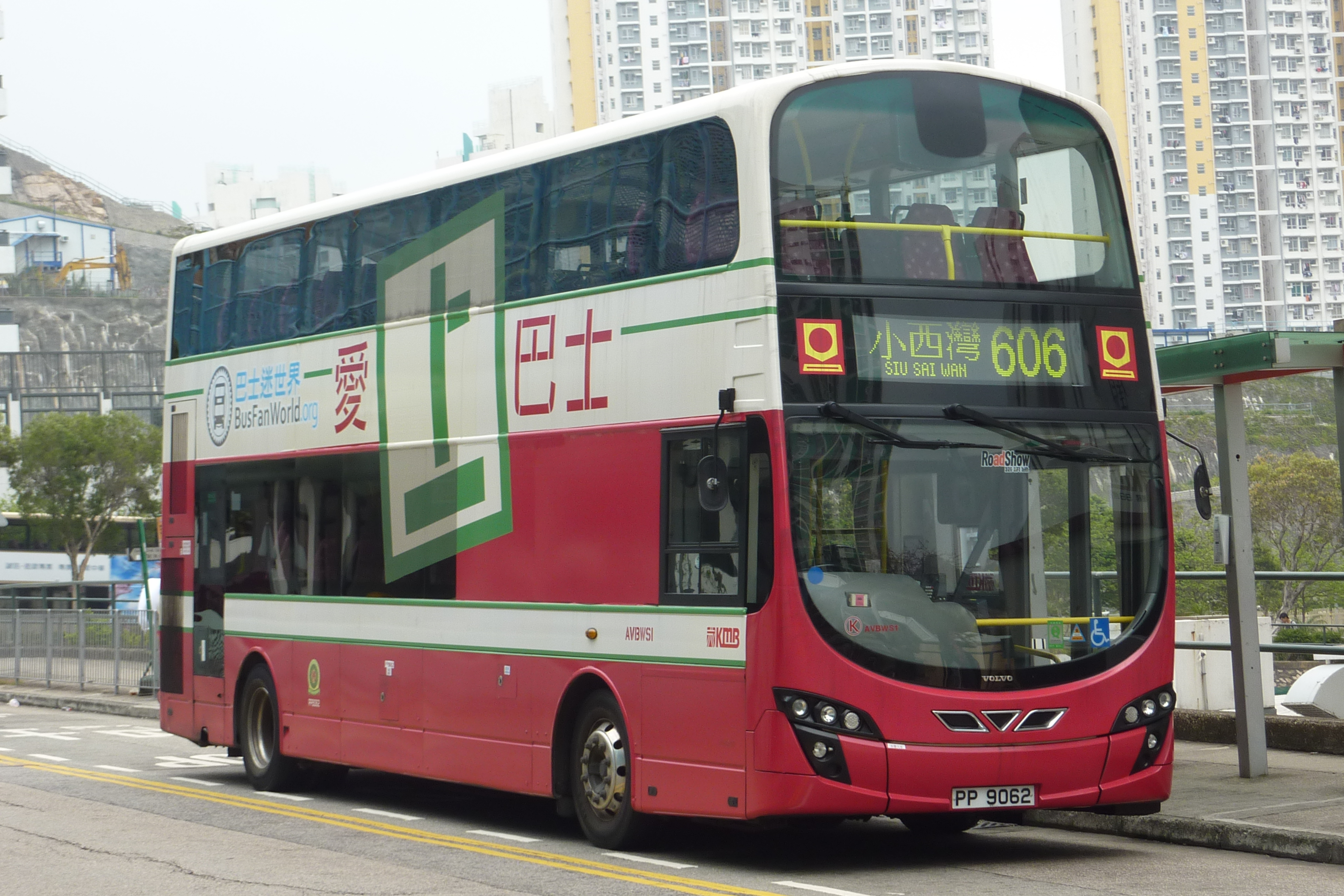
ボルボ・B9TL・10.6メートル
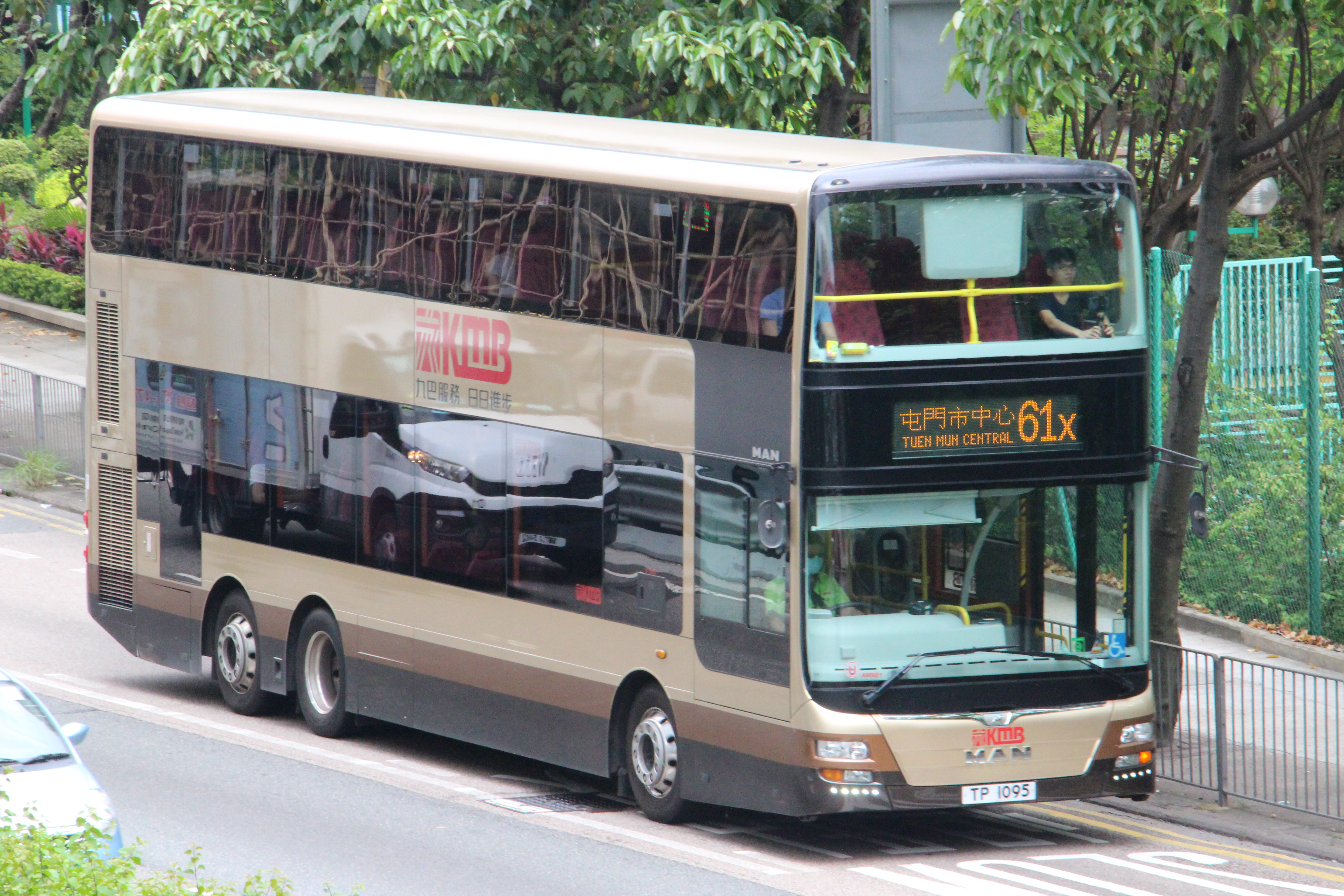
MAN・A95
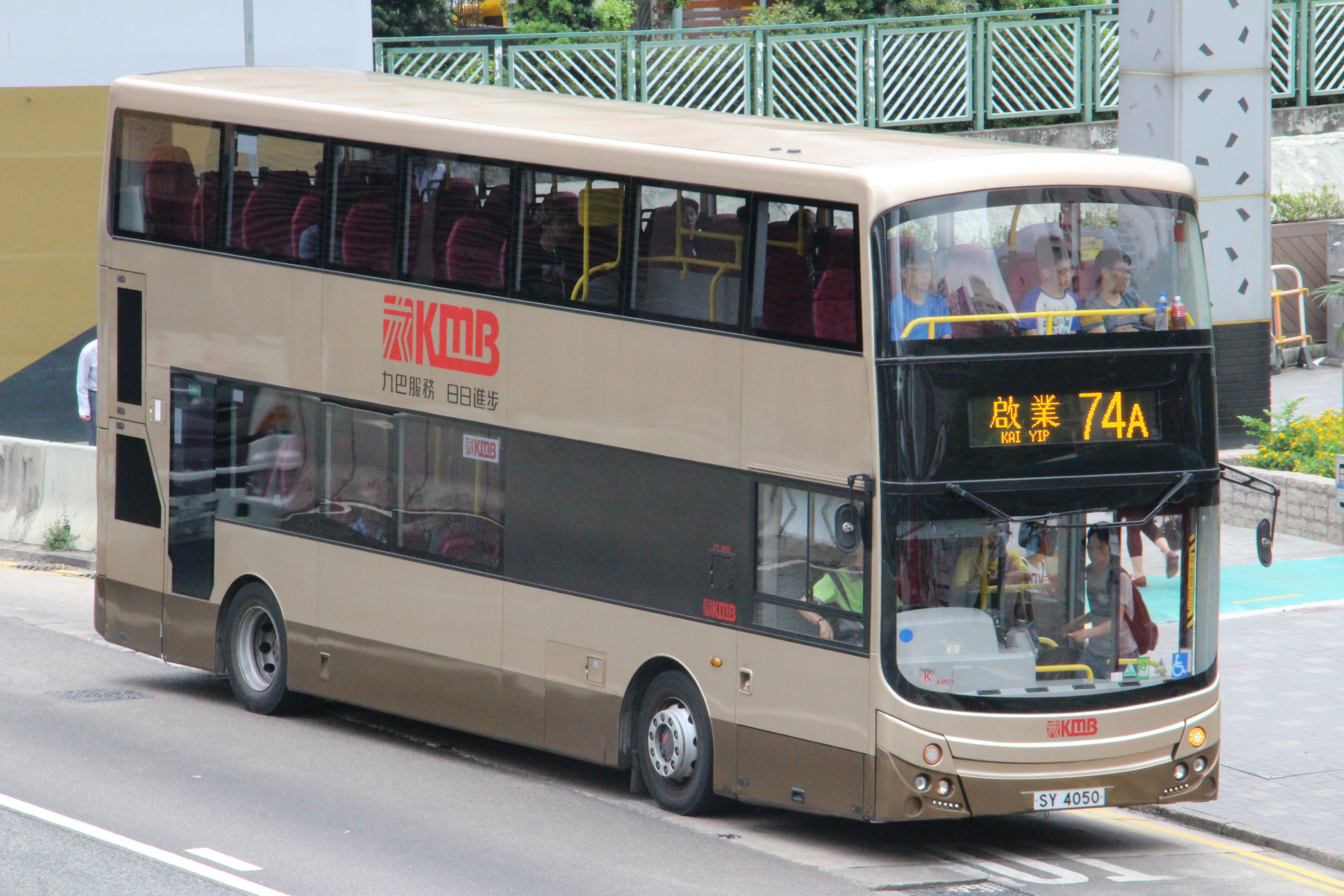
VDL・DB300
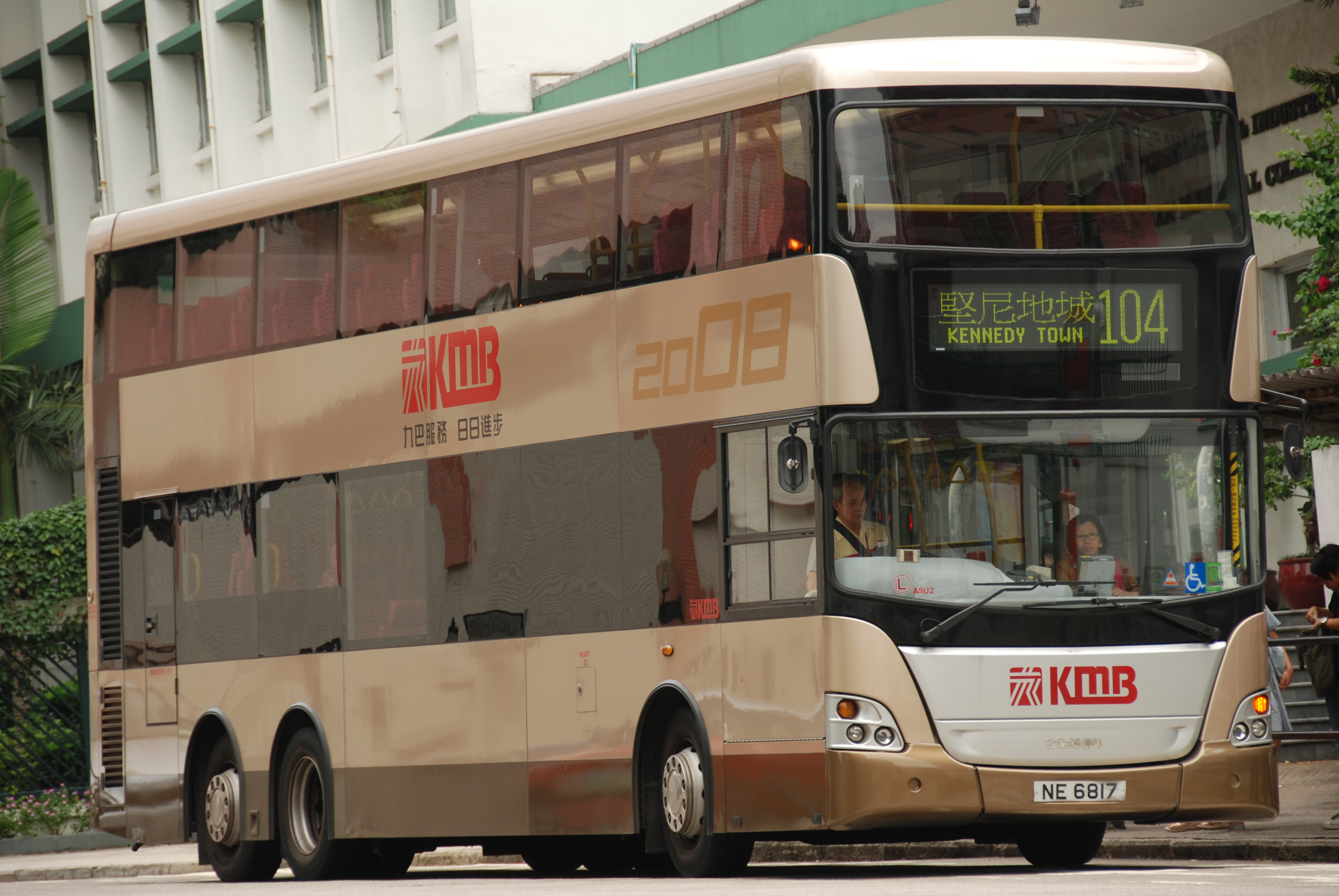
スカニア・K310UD
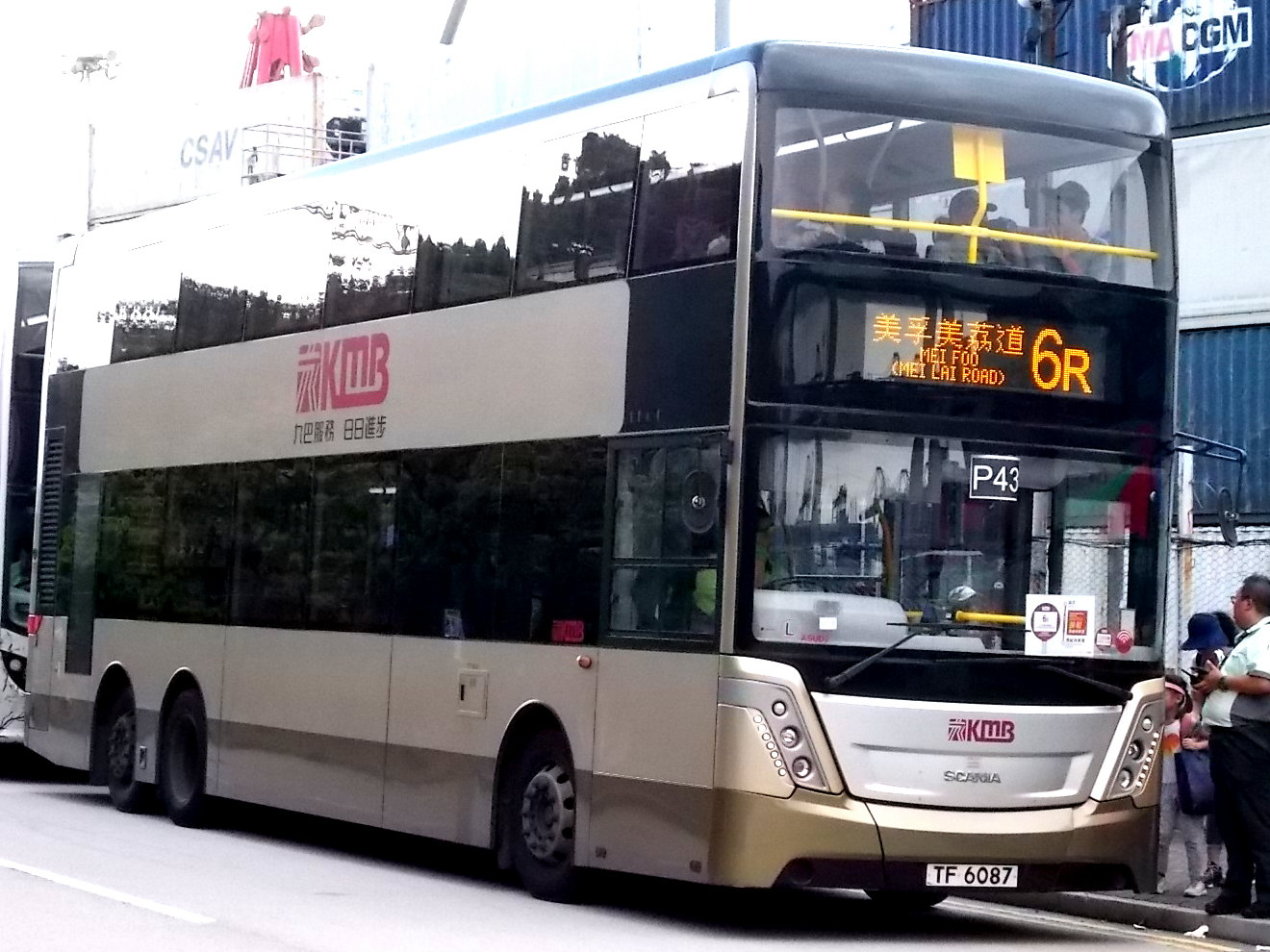
スカニア・K280UD

### 過去の使用車両

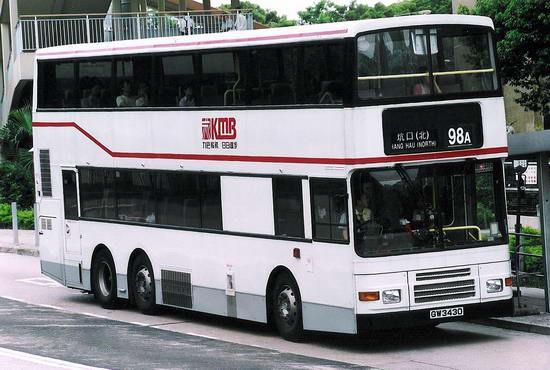
スカニア・N113
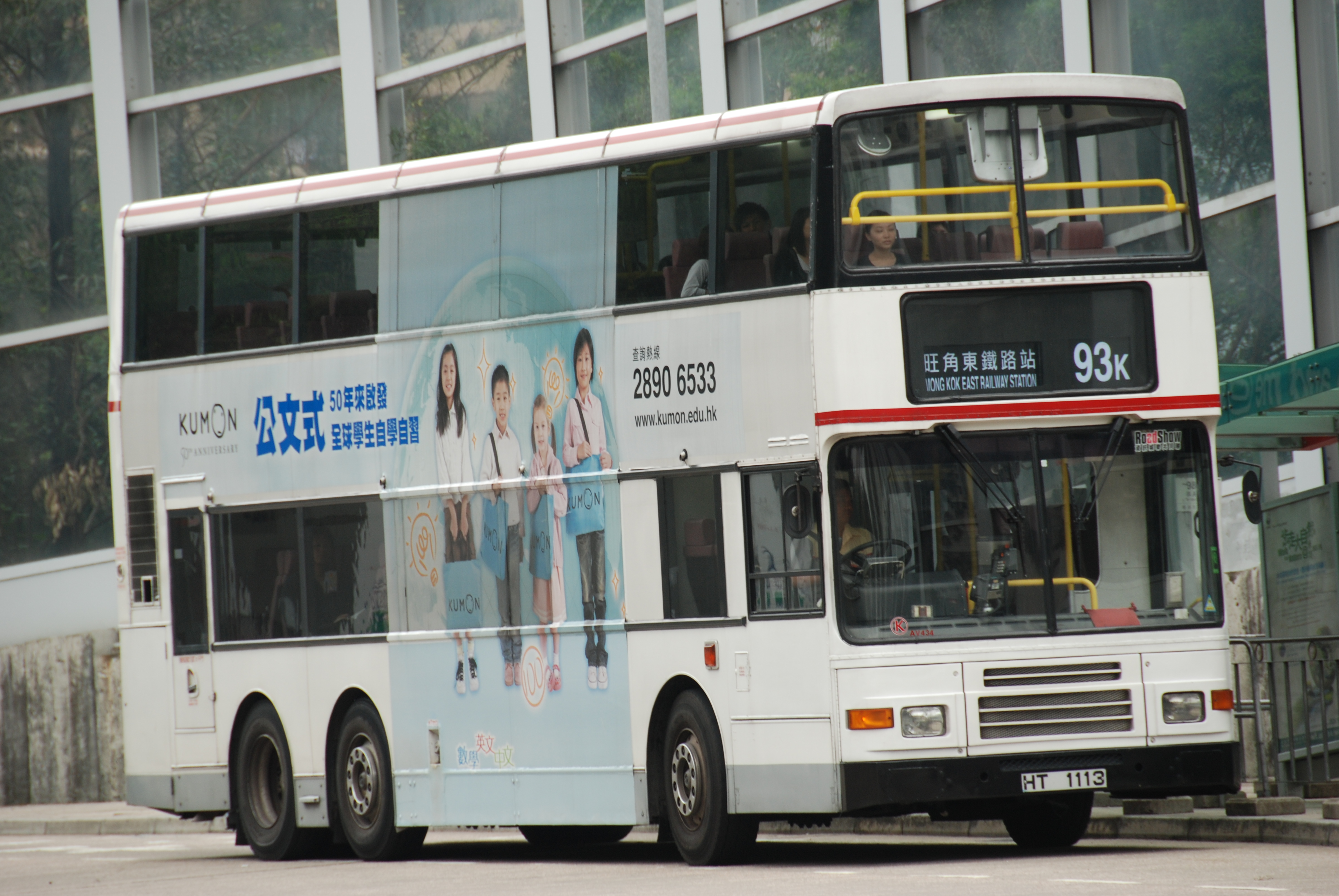
ボルボ・オリンピアン
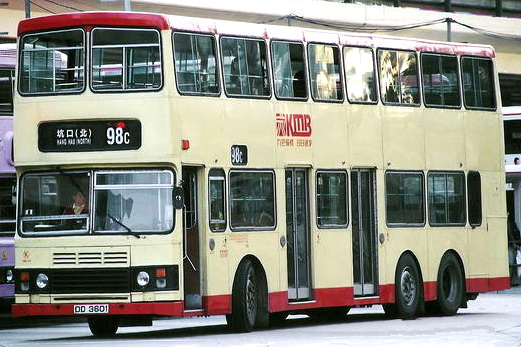
レイランド・オリンピアン
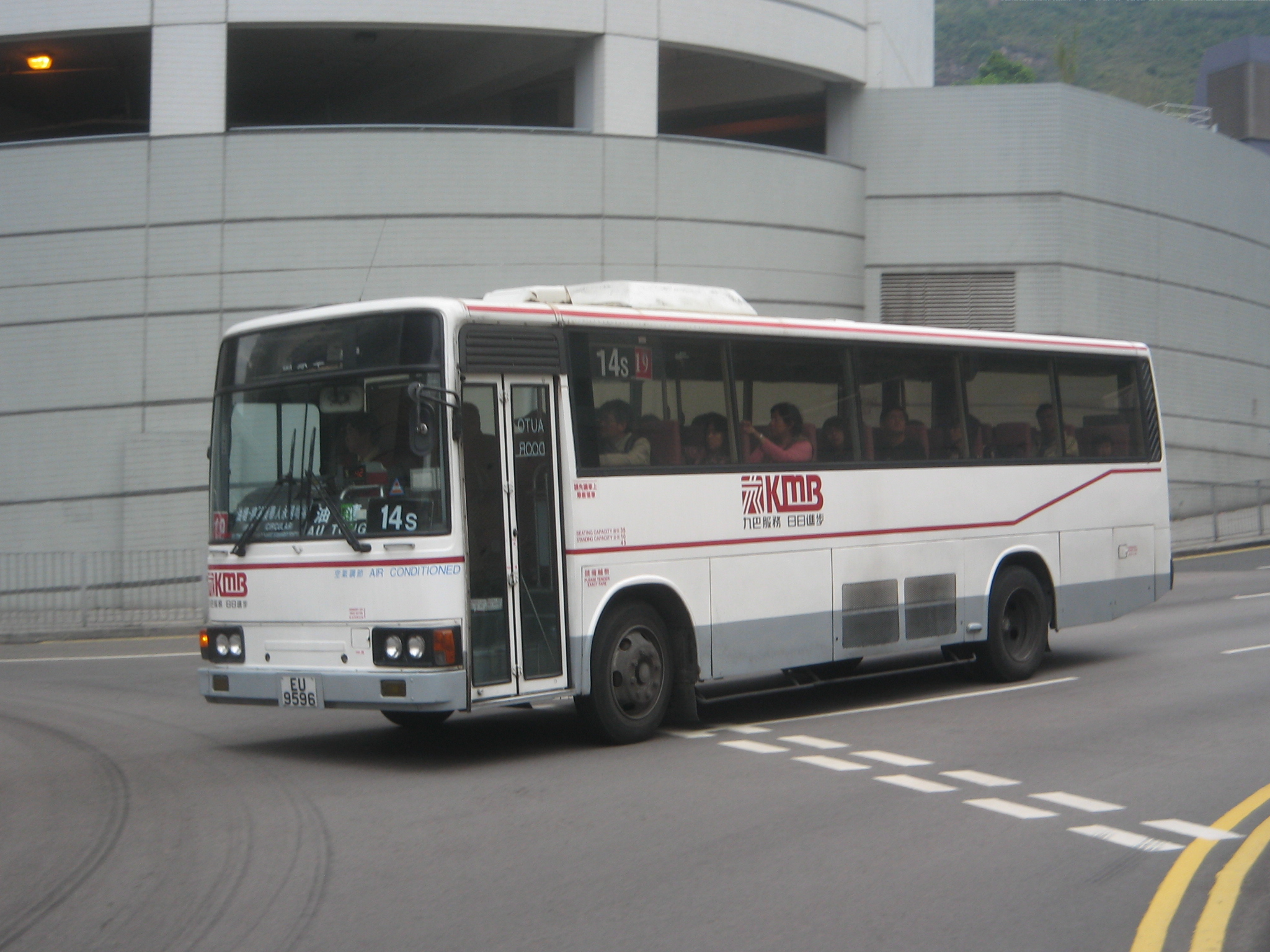
三菱ふそう・エアロミディMK
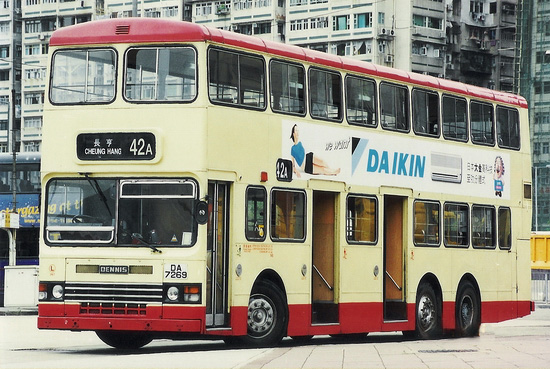
デニス・ドラゴン12ｍ

## 車庫
九龍バスは、車両の割り当てと管理を容易にするため、車両を九龍と新界の4つの車庫に割り当て、異なる英語の文字（K、L、S、U）で区別している。九龍バスはこれらの車庫を区切るステッカーをバスの左前のガラスに貼り付けている。九龍バスの車庫の分類は以下の通り。
- K：九龍湾車庫（中国語版）（KBD-KB），将軍澳車庫（中国語版）（KBD-TKO）
- L：荔枝角車庫（中国語版）（LCKD-LCK），青衣車庫（中国語版）（LCKD-TSYI）
- S[11]：沙田車庫（中国語版）（STD-ST），新上水石湖墟車庫（中国語版）（STD-SHUI）
- U[12]：屯門車庫（中国語版）（TMD-TM），元朗車庫（中国語版）（TMD-UL）

また、屯門に屯門総合修理センターを設置し、主にバスの中間修理（年次検査）を行っている。更に月輪街車庫、大埔車廠、天水囲車庫、屯門南車庫、火炭車庫を含む、多数の車庫及びガソリンスタンドを保有している。

### 廃止された車庫
- 九龍バス観塘車庫（中国語版）：九龍湾車庫に置き換えられ、2つの商業ビルが建設された。
- 九龍バス深水埗営盤街車庫：車庫の後ろに仙楽戯院（中国語版）があったことから、「仙樂廠」と呼ばれていた。
- 九龍バス上水石湖墟車庫：住宅建設用地に転用するため、新上水石湖墟車庫に移転し、2024年8月1日に閉鎖された。

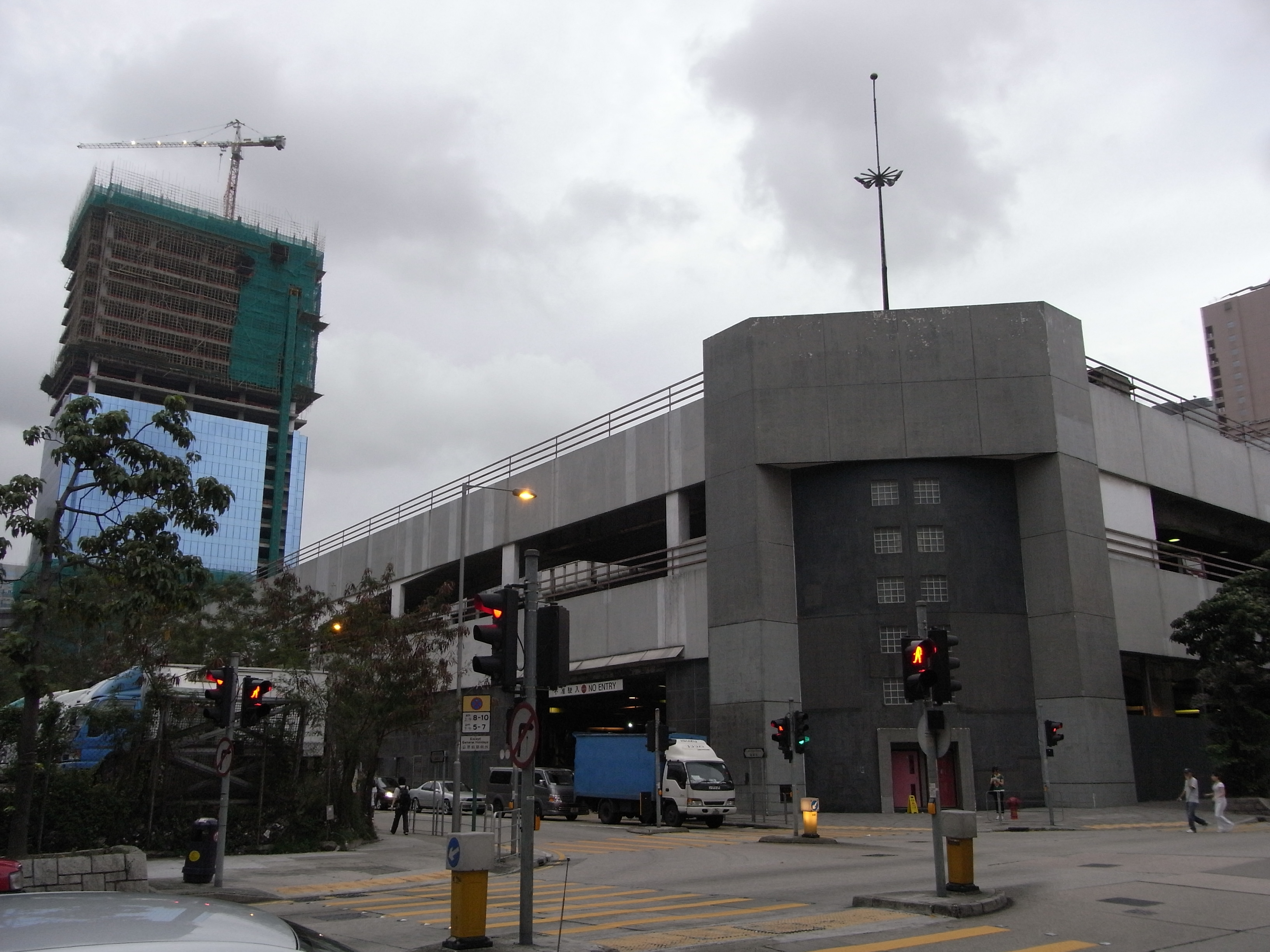
九龍湾車庫
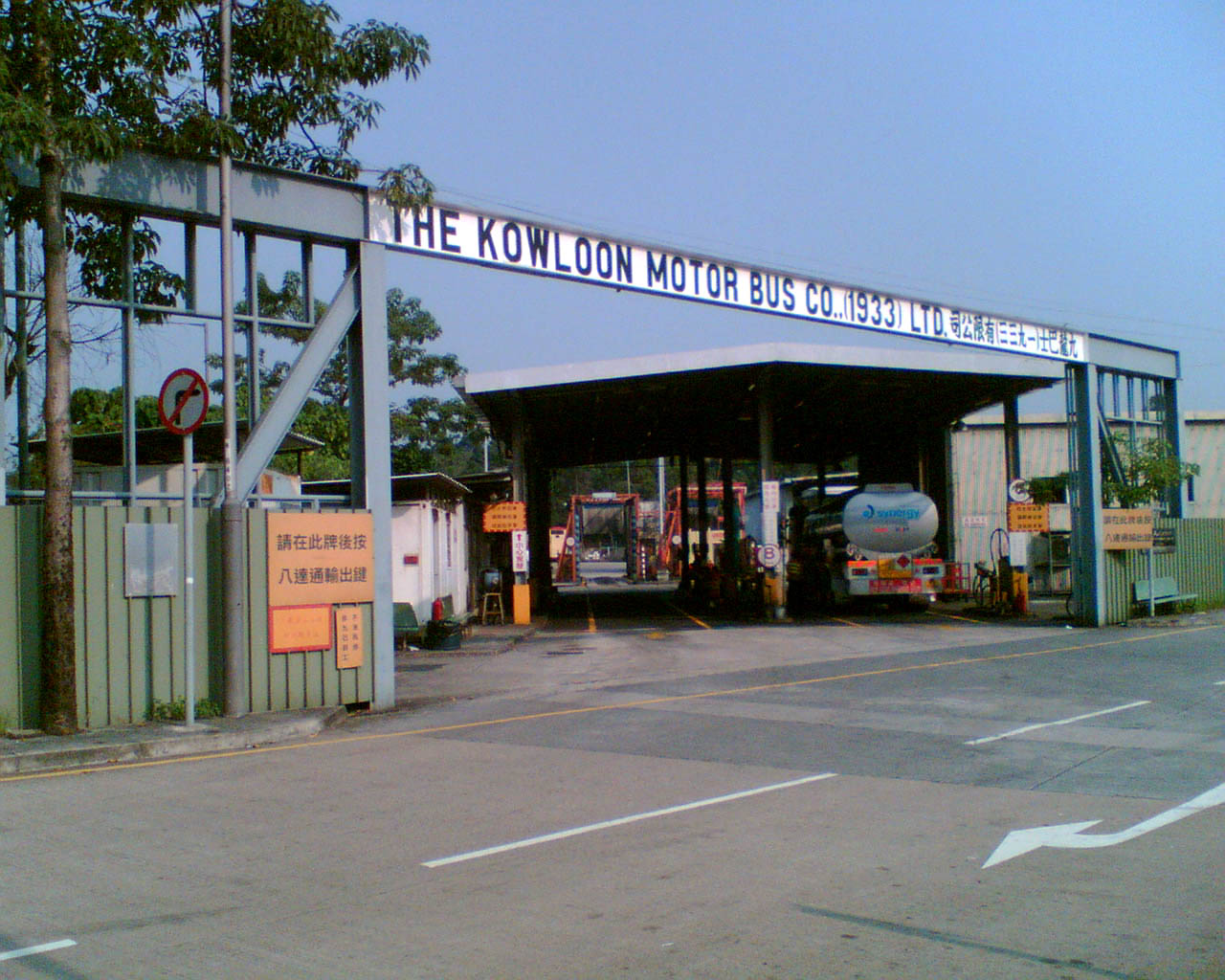
上水車庫
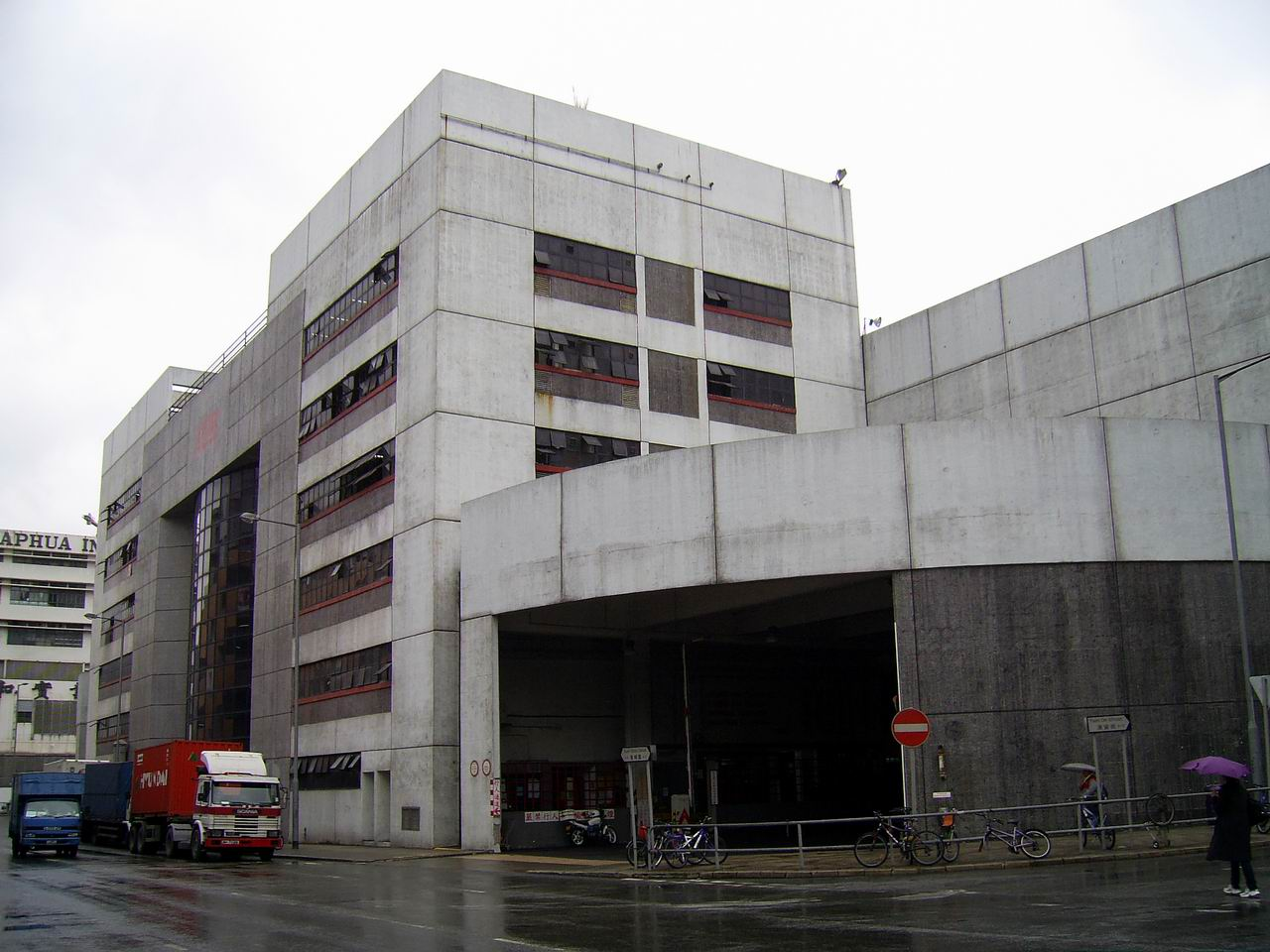
小瀝源の沙田車庫